# دانشگاه حسن دوم کازابلانکا
دانشگاه حسن دوم کازابلانکا(عین شق) به عربی جامعة الحسن الثانی دارالبیضا عین الشق.
دانشگاه شماره یک و دولتی مراکش است که مقر آن در شهر کازابلانکا محله عین‌الشق کازابلانکا است و در سال ۱۹۷۵ ایجاد شده‌است.

## مشخصات دانشگاه و فضای آموزشی
تعداد دانشجویان ۲۴٫۳۱۸ بومی و خارجی است. تعداد استادان تمام وقت ۱۱۵۳ از نظر تعداد استادان مقام سوم در مراکش را داراست. تعداد پرسنل رسمی ۸۴۹ نفر- کتابخانه محمد سیکات در ۶طبقه و مساحت ۷۰۰۰ متر ۴۰۰۰۰ کتاب و بیست هزار مجله الکترونیکی به صورت آنلاین در اختیار دانشجویان قرار می‌دهد. ۵۵۰ کتاب خطی و ۶۰۰ کتاب باستانی ۱۰۰ نوع روزنامه و مجله دارای ۹۰۰ صندلی و ۴۵ دستگاه آنلاین کامپیوتری در اختیار دارد که ۴۰ هزار نفر از آن استفاده می‌کنند. این دانشگاه دارای یک ساختمان مرکزی و دارای ۴ فضای جداگانه برای دانشکده‌های علوم اجتماعی و حقوق - دانشکده ادبیات و دانشکده‌های فنی و پزشکی دارد. فضای کلی دانشگاه ۵۰ هکتار است.
کتابخانه دانشکده حقوق نیز دارای ۲۵ هزار جلد کتاب در رشته‌های حقوق و علوم سیاسی و اقتصادی است.
زبان‌های تدریس در این دانشگاه فرانسه و عربی است. برای بعضی رشته‌ها مانند حقوق، حقوق بین‌الملل و روابط بین‌المللی دانستن هر دو زبان فرانسه و عربی ضروری است. اما رشته‌های فنی فقط به زبان فرانسه ارائه می‌شود. این دانشگاه عضو انجمن بین‌المللی دانشگاه‌ها (International Association of Universities (IAU) است.
دانشجویان خارجی این دانشگاه به ترتیب از کشورهای: سنگال- کنگو دمکراتیک -جمهوری کنگو- موریتانی- لیبی -تونس - الجزایر - مالی- یمن - اندونزی - مالزی - فرانسه- اسپانیا- ایتالیا- و آمریکا می‌باشد دانشجویان آفریقایی بیشتر جذب رشته‌های مهندسی می‌شوند اما تعداد اندک دانشجویان اروپایی و غربی که عموماً در قالب تبادل دانشجویان بورسیه بین مراکش و کشور دوم انجام می‌شود در رشته‌های علوم انسانی و زبان عربی تحصیل می‌کنند.

## رتبه دانشگاه
بر طبق رتبه‌بندی مؤسسه وبومتریک این دانشگاه دارای رتبه جهانی ۲۰۹۱ است مؤسسه مذکور به این دانشگاه در شمال آفریقا رتبه ۳۶ و در کشور مغرب / مراکش رتبه ششم داده است. موسسات رتبه‌بندی دیگر رتبه‌های متفاوتی به این دانشگاه داده‌اند.

## دانشکده‌ها
دانشگاه حسن دوم کازابلانکا عین الشق دارای دانشکده‌های زیر است:
1. دانشکده علوم. تعداد دانشجویان ۲۸۰۴
2. دانشکده حقوق، علوم قانونی واقتصادی و الاجتماعی. تعداد دانشجویان ۱۰٬۱۱۱
3. دانشکده و مدرسه ملی عالی برق و مکانیک تعداد دانشجویان: ۵۸۹
4. دانشکده پزشکی و دارو سازی
5. دانشکده پزشکی و داروسازی ۴۲۴۲ دانشجو؛
6. دانشکده ادبیات و علوم انسانی: ۳۲۰۹
7. مدرسه عالی علوم تکنولوژی: تعداد ۸۲۶ نفر

## فهرست دانشگاه‌ها
[List of universities in Morocco]*